# Eubordeta eccrita
Eubordeta eccrita là một loài bướm đêm trong họ Geometridae.